# Белілово (Калузька область)
Белілово (рос. Белилово) — присілок в Сухиницькому районі Калузької області Російської Федерації.
Населення становить 80 осіб. Входить до складу муніципального утворення Присілок Глазково.

## Історія
Від 2004 року входить до складу муніципального утворення Присілок Глазково

## Населення
| 2002 | 2010 |
| ---- | ---- |
| 98   | ↘80  |